# Чемпіонат УРСР з баскетболу серед жінок
Чемпіонат УРСР з баскетболу — всеукраїнський жіночій турнір по баскетболу, який проводився нерегулярно з 1924 року серед збірних міст, а з 1937 по 1991 роки щорічно серед клубних команд під егідою федерації баскетболу УРСР.

## Історія
Розвиток баскетболу в Україні розпочинається у 1920 році в Чернігові. При чому в перші роки баскетбол сприймався виключно як жіноча гра (так само, як і гандбол). У 1922 році було розіграно першість міста:
Баскетбол. Победительница команда «Виктория». («Вестник физической культуры», #2, 01.12.1922 г., с. 12)
У сезоні 1923 року в Чернігові змагалося вже 20 чоловічих та 8 жіночих команд, переможцями стали «Шквал» та «Серп» відповідно:
В 1923 году почти вся молодежь г. Чернигова была вовлечена в баскетбол... Самыми сильными командами являются команды клуба «Спартак», имеющие в своих рядах игроков с 3-летней практикой. («Вестник физической культуры», #5-6, 05.1924 г., с. 13)
В тому ж 1923 році з'являються команди і в інших містах України — Харкові (Університет ім. Артема), Слов'янську, а згодом і в Одесі. На 2-ій Всеукраїнській Спартакіаді, що відбувалась у Харкові з 12 до 24 серпня 1924 року, було розіграно перший чемпіонський титул УСРР серед жіночих команд поміж збірними Харкова та Чернігова:
Баскетбол. Первенство Украины по баскетболу оспаривали женские команды Харькова и Чернигова. Матч прошел весьма оживлённо окончился с результатом 14:12 в пользу Чернигова, что и дало первенство Украины Черниговщине. Состав команды: центр — С. Ляпкина, нападение — Б. Коган и Н. Табакова, защита — С. Ханина и Б. Шафранская. (Газета «Красное знамя», #196, 28.08.1924 г., с. 4)
У 1927 році в УСРР відбувалася 3-я Всеукраїнська Спартакіада. Розіграш першості з баскетболу пройшов в Одесі з 3 по 6 лютого:
С 3 по 6 февраля в Одессе было разыграно Первенство Украины по баскетболу. Приняли участие в Спартакиаде следующие города: Кременчуг, Тульчин, Одесса, Полтава, Харьков, Киев и женские команды от Бердичева и Одессы. Результаты игры... Женские команды Одесса—Бердичев 46:4. («Вестник физической культуры», #3, 03.1927 г., с. 25)

## Призери чемпіонату УРСР
| Сезон       | Чемпіон                      | Срібло                       | Бронза                          |
| ----------- | ---------------------------- | ---------------------------- | ------------------------------- |
| 1924        | Чернігів                     | Харків                       | —                               |
| 1927        | Одеса                        | Бердичів                     | —                               |
| 1934        | Одеса                        | Київ                         | Харків                          |
| 1935        | Одеса                        | Київ                         | Дніпропетровськ                 |
| 1936        | Одеса                        | Київ                         | Харків                          |
| 1937        | «Динамо» (Київ)              | «Буревісник» (Одеса)         | «Буревісник» (Харків)           |
| 1938        | «Динамо» (Київ)              | «Спартак» (Київ)             | «Буревісник» (Одеса)            |
| 1939        | «Динамо» (Київ)              | «Буревісник» (Одеса)         | «Буревісник» (Харків)           |
| 1940        | «Динамо» (Київ)              | «Спартак» (Київ)             | ХІФ (Харків)                    |
| 1944        | ?                            | ?                            | ?                               |
| 1945        | «Динамо» (Київ)              | «Буревісник» (Одеса)         | «Динамо» (Харків)               |
| 1946        | «Динамо» (Київ)              | «Динамо» (Харків)            | «Харчовик» (Одеса)              |
| 1947        | «Динамо» (Київ)              | «Динамо» (Харків)            | «Здоров'я»/«Буревісник» (Одеса) |
| 1948        | СКІФ/«Будівельник» (Київ)    | «Динамо» (Київ)              | «Динамо» (Харків)               |
| 1949        | СКА (Київ)/ОДО КВО           | «Динамо» (Київ)              | «Динамо» (Харків)               |
| 1950        | «Динамо» (Київ)              | СКА (Київ)/ОДО КВО           | «Будівельник» (Київ)            |
| 1951        | «Динамо» (Київ)              | «Динамо» (Харків)            | ?                               |
| 1952        | «Динамо» (Київ)              | «Іскра» (Київ)               | «Будівельник» (Харків)          |
| 1953        | «Іскра» (Київ)               | СКА (Київ)/ОДО КВО           | «Металург» (Дніпропетровськ)    |
| 1954(зима)  | «Металург» (Дніпропетровськ) | СКА (Київ)/ОДО КВО           | «Будівельник» (Харків)          |
| 1955        | СКА (Київ)/ОДО КВО           | «Будівельник» (Харків)       | «Металург» (Дніпропетровськ)    |
| 1956(літо)  | «Буревісник» (Київ)          | «Буревісник» (Одеса)         | «Буревісник» (Ворошиловград)    |
| 1956(зима)  | «Буревісник» (Київ)          | «Буревісник» (Одеса)         | «Буревісник» (Львів)            |
| 1957(зима)  | «Динамо» (Київ)              | «Буревісник» (Ворошиловград) | «Металург» (Дніпропетровськ     |
| 1957(весна) | «Динамо» (Київ)              | «Будівельник» (Харків)       | СКІФ (Львів)                    |
| 1958(зима)  | «Буревісник» (Одеса)         | «Динамо»-КПІ (Київ)          | ЗіП (Дніпропетровськ)           |
| 1958(осінь) | «Динамо»-КПІ (Київ)          | ЗіП (Дніпропетровськ)        | «Буревісник» (Одеса)            |
| 1959        | «Динамо» (Київ)              | «Авангард» (Харків           | «Авангард» (Київ)               |
| 1960        | «Динамо» (Київ)              | «Авангард» (Київ)            | «Авангард» (Харків)             |
| 1961        | «Динамо» (Київ)              | «Авангард» (Дніпропетровськ) | «Авангард» (Харків)             |
| 1962        | «Сталь» (Дніпропетровськ)    | «Буревісник» (Луганськ)      | «Буревісник» (Сімферополь)      |
| 1963        | ?                            | ?                            | ?                               |
| 1964        | ?                            | ?                            | ?                               |
| 1965        | ?                            | ?                            | ?                               |
| 1966        | ?                            | ?                            | ?                               |
| 1967        | ?                            | ?                            | ?                               |
| 1968        | ?                            | ?                            | ?                               |
| 1969        | ?                            | ?                            | ?                               |
| 1970        | ?                            | ?                            | ?                               |
| 1971        | ?                            | ?                            | ?                               |
| 1972        | ?                            | ?                            | ?                               |
| 1973        | ?                            | ?                            | ?                               |
| 1974        | ?                            | ?                            | ?                               |
| 1975        | ?                            | ?                            | ?                               |
| 1976        | ?                            | ?                            | ?                               |
| 1977        | ?                            | ?                            | ?                               |
| 1978        | ?                            | ?                            | ?                               |
| 1979        | ?                            | ?                            | ?                               |
| 1980        | ?                            | ?                            | ?                               |
| 1981        | ?                            | ?                            | ?                               |
| 1982        | ?                            | ?                            | ?                               |
| 1983        | ?                            | ?                            | ?                               |
| 1984        | ?                            | ?                            | ?                               |
| 1985        | ?                            | ?                            | ?                               |
| 1986        | ?                            | ?                            | ?                               |
| 1987        | ?                            | ?                            | ?                               |
| 1988        | ?                            | ?                            | ?                               |
| 1989        | ?                            | ?                            | ?                               |
| 1990        | ?                            | ?                            | ?                               |
| 1991        | ?                            | ?                            | ?                               |

## Призери Кубка УРСР
| Сезон | Володар          | Фіналіст             |
| ----- | ---------------- | -------------------- |
| 1936  | ?                | ?                    |
| 1937  | ?                | ?                    |
| 1938  | ?                | ?                    |
| 1939  | ?                | ?                    |
| 1940  | ?                | ?                    |
| 1946  | ?                | ?                    |
| 1947  | ?                | ?                    |
| 1948  | ?                | ?                    |
| 1949  | «Медик» (Одесса) | «Спартак» (Миколаїв) |
| 1950  | ?                | ?                    |
| 1951  | ?                | ?                    |
| 1952  | ?                | ?                    |
| 1953  | ?                | ?                    |
| 1954  | ?                | ?                    |
| 1955  | ?                | ?                    |
| 1956  | ?                | ?                    |
| 1957  | ?                | ?                    |
| 1958  | ?                | ?                    |
| 1959  | ?                | ?                    |
| 1960  | ?                | ?                    |
| 1961  | ?                | ?                    |
| 1962  | ?                | ?                    |
| 1963  | ?                | ?                    |
| 1964  | ?                | ?                    |
| 1965  | ?                | ?                    |
| 1966  | ?                | ?                    |
| 1967  | ?                | ?                    |
| 1968  | ?                | ?                    |
| 1969  | ?                | ?                    |
| 1970  | ?                | ?                    |
| 1971  | ?                | ?                    |
| 1972  | ?                | ?                    |
| 1973  | ?                | ?                    |
| 1974  | ?                | ?                    |
| 1975  | ?                | ?                    |
| 1976  | ?                | ?                    |
| 1977  | ?                | ?                    |
| 1978  | ?                | ?                    |
| 1979  | ?                | ?                    |
| 1980  | ?                | ?                    |
| 1981  | ?                | ?                    |
| 1982  | ?                | ?                    |
| 1983  | ?                | ?                    |
| 1984  | ?                | ?                    |
| 1985  | ?                | ?                    |
| 1986  | ?                | ?                    |
| 1987  | ?                | ?                    |
| 1988  | ?                | ?                    |
| 1989  | ?                | ?                    |
| 1990  | ?                | ?                    |
| 1991  | ?                | ?                    |